# Serie di Laurent

Una serie di Laurent è definita rispetto ad un particolare punto c e ad un percorso di integrazione γ. Tale percorso deve essere contenuto in una corona circolare (qui mostrata in rosso) al cui interno f(z) sia olomorfa.

In analisi complessa, la serie di Laurent di una funzione complessa è una rappresentazione di tale funzione in serie di potenze che include termini di grado negativo. Questa rappresentazione può essere utilizzata per esprimere una funzione complessa qualora lo sviluppo in serie di Taylor non possa essere applicato.
La serie prende il nome dal matematico francese Pierre Alphonse Laurent che la pubblicò nel 1843, sebbene fosse stata già scoperta nel 1841 da Karl Weierstrass, il quale tuttavia non pubblicò i suoi risultati.

## Definizione
La serie di Laurent per una funzione complessa {\displaystyle f(z)} in un punto {\displaystyle c} è data da:
{\displaystyle f(z)=\sum _{n=-\infty }^{+\infty }a_{n}(z-c)^{n},}
dove {\displaystyle a_{n}} sono termini costanti, definiti da un integrale di contorno che è una generalizzazione della formula integrale di Cauchy:
{\displaystyle a_{n}={\frac {1}{2\pi i}}\oint _{\gamma }{\frac {f(z)\,dz}{(z-c)^{n+1}}}.}
Il percorso di integrazione {\displaystyle \gamma } è preso in verso antiorario intorno a una curva chiusa semplice (non si interseca con sé stessa), che circonda {\displaystyle c} e che giace all'interno di una corona circolare {\displaystyle A} in cui {\displaystyle f(z)} è olomorfa. Lo sviluppo di {\displaystyle f(z)} è valido ovunque all'interno della corona. La corona è evidenziata in rosso nella figura sopra, insieme ad un esempio di possibile percorso di integrazione, qui chiamato {\displaystyle \gamma }. In pratica, questa formula è utilizzata molto raramente perché gli integrali presenti sono, in generale, difficili da valutare; tipicamente si costruisce la serie di Laurent a partire da combinazioni di sviluppi di Taylor già noti. I numeri {\displaystyle a_{n}} e {\displaystyle c} vengono in genere considerati complessi, sebbene esistano altre possibilità, come riportato di seguito.
La parte negativa della serie di Laurent viene detta parte principale della serie, mentre quella positiva, parte regolare.

## Teorema di Laurent
Il teorema di Laurent ci garantisce che la serie vista nella sezione precedente converge uniformemente alla funzione {\displaystyle f(z)} nella corona circolare in cui è olomorfa, e cioè:
Sia {\displaystyle f(z)} una funzione olomorfa in una corona circolare {\displaystyle C_{r,R}=\left\{z\in \mathbb {C} \mid r<\left\vert z-z_{0}\right\vert <R\right\}} e sia {\displaystyle \gamma \subset C_{r,R}} una curva chiusa semplice. Allora {\displaystyle f(z)} può essere sviluppata, in tutta la corona {\displaystyle C_{r,R}}, in una serie di potenze bilatera uniformemente convergente, detta serie di Laurent, nella forma:
{\displaystyle f(z)=\sum _{n=-\infty }^{\infty }c_{n}(z-z_{0})^{n},}
con
{\displaystyle c_{n}={\frac {1}{2\pi i}}\oint _{\gamma }{\frac {f(\zeta )}{(\zeta -z_{0})^{n+1}}}d\zeta .}
Per dimostrare questo importante risultato, si considerino le frontiere {\displaystyle \gamma _{2}=\left\{\zeta \in \mathbb {C} \mid \left\vert \zeta -z_{0}\right\vert =r\right\}} e {\displaystyle \gamma _{1}=\left\{\zeta \in \mathbb {C} \mid \left\vert \zeta -z_{0}\right\vert =R\right\}} della corona circolare {\displaystyle C_{r,R}.} Per ogni punto {\displaystyle z\in \gamma } si ha, quindi, che {\displaystyle \left\vert {\frac {\zeta -z_{0}}{z-z_{0}}}\right\vert <1} per ogni {\displaystyle \zeta \in \gamma _{2}} e {\displaystyle \left\vert {\frac {\zeta -z_{0}}{z-z_{0}}}\right\vert >1} per ogni {\displaystyle \zeta \in \gamma _{1}.} Aprendo ora le due curve {\displaystyle \gamma _{1}} e {\displaystyle \gamma _{2}} in un punto e unendole con due curve {\displaystyle \delta _{1}} e {\displaystyle \delta _{2}} arbitrariamente vicine, si ottiene una nuova curva chiusa {\displaystyle \Gamma =\gamma _{1}\cup -\gamma _{2}\cup \delta _{1}\cup \delta _{2}.} Sui punti interni dell'insieme che ha {\displaystyle \Gamma } come frontiera si ha che {\displaystyle f(z)} è olomorfa, perché {\displaystyle \Gamma \subset C_{r,R}}. Si può quindi usare la rappresentazione integrale di Cauchy, ricordando che i contributi delle curve {\displaystyle \delta _{1}} e {\displaystyle \delta _{2}} si annullano a vicenda: infatti, essendo {\displaystyle f(z)} olomorfa su {\displaystyle \Gamma }, è ivi continua, e nei due tratti arbitrariamente vicini assume valori arbitrariamente vicini, che si annullano a vicenda perché le due curve sono percorse in versi opposti:
{\displaystyle {\begin{aligned}f(z)&={\frac {1}{2\pi i}}\oint _{\Gamma }{\frac {f(\zeta )}{(\zeta -z)}}d\zeta ={\frac {1}{2\pi i}}\oint _{\gamma _{1}\cup -\gamma _{2}}{\frac {f(\zeta )}{(\zeta -z_{0}-z+z_{0})}}d\zeta \\&={\frac {1}{2\pi i}}\left(\oint _{\gamma _{1}}{\frac {f(\zeta )}{(\zeta -z_{0})-(z-z_{0})}}d\zeta +\oint _{-\gamma _{2}}{\frac {f(\zeta )}{(\zeta -z_{0})-(z-z_{0})}}d\zeta \right)\\&={\frac {1}{2\pi i}}\left(\oint _{\gamma _{1}}{\frac {f(\zeta )}{(\zeta -z_{0})}}\left(1-{\frac {z-z_{0}}{\zeta -z_{0}}}\right)^{-1}d\zeta -\oint _{\gamma _{2}}{\frac {f(\zeta )}{(z-z_{0})}}\left({\frac {\zeta -z_{0}}{z-z_{0}}}-1\right)^{-1}d\zeta \right)\\&={\frac {1}{2\pi i}}\left(\oint _{\gamma _{1}}{\frac {f(\zeta )}{(\zeta -z_{0})}}\left(1-{\frac {z-z_{0}}{\zeta -z_{0}}}\right)^{-1}d\zeta +\oint _{\gamma _{2}}{\frac {f(\zeta )}{(z-z_{0})}}\left(1-{\frac {\zeta -z_{0}}{z-z_{0}}}\right)^{-1}d\zeta \right).\end{aligned}}}
Per le proprietà sopra enunciate si possono espandere i termini {\displaystyle \left(1-{\frac {z-z_{0}}{\zeta -z_{0}}}\right)^{-1}} e {\displaystyle \left(1-{\frac {\zeta -z_{0}}{z-z_{0}}}\right)^{-1}} in serie convergenti:
{\displaystyle {\begin{aligned}f(z)&={\frac {1}{2\pi i}}\left(\oint _{\gamma _{1}}{\frac {f(\zeta )}{(\zeta -z_{0})}}\sum _{n=0}^{\infty }\left({\frac {z-z_{0}}{\zeta -z_{0}}}\right)^{n}d\zeta +\oint _{\gamma _{2}}{\frac {f(\zeta )}{(z-z_{0})}}\sum _{k=0}^{\infty }\left({\frac {\zeta -z_{0}}{z-z_{0}}}\right)^{k}d\zeta \right)\\&={\frac {1}{2\pi i}}\left(\sum _{n=0}^{\infty }\oint _{\gamma _{1}}{\frac {f(\zeta )}{(\zeta -z_{0})^{n+1}}}(z-z_{0})^{n}d\zeta +\sum _{k=0}^{\infty }\oint _{\gamma _{2}}{\frac {f(\zeta )}{(\zeta -z_{0})^{-k}}}(z-z_{0})^{-(k+1)}d\zeta \right)\\&={\frac {1}{2\pi i}}\left(\sum _{n=0}^{\infty }\oint _{\gamma _{1}}{\frac {f(\zeta )}{(\zeta -z_{0})^{n+1}}}(z-z_{0})^{n}d\zeta +\sum _{k=1}^{\infty }\oint _{\gamma _{2}}{\frac {f(\zeta )}{(\zeta -z_{0})^{1-k}}}(z-z_{0})^{-k}d\zeta \right)\\&={\frac {1}{2\pi i}}\left(\sum _{n=0}^{\infty }\oint _{\gamma _{1}}{\frac {f(\zeta )}{(\zeta -z_{0})^{n+1}}}(z-z_{0})^{n}d\zeta +\sum _{n=-\infty }^{-1}\oint _{\gamma _{2}}{\frac {f(\zeta )}{(\zeta -z_{0})^{n+1}}}(z-z_{0})^{n}d\zeta \right).\end{aligned}}}
Quindi si può usare il fatto che deformando le curve {\displaystyle \gamma _{1}} e {\displaystyle \gamma _{2}} con continuità possono essere fatte coincidere con {\displaystyle \gamma } senza che le condizioni ottenute in precedenza vengano meno, e quindi senza perdere la convergenza delle serie:
{\displaystyle {\begin{aligned}f(z)&={\frac {1}{2\pi i}}\left(\sum _{n=-\infty }^{\infty }\oint _{\gamma }{\frac {f(\zeta )}{(\zeta -z_{0})^{n+1}}}(z-z_{0})^{n}d\zeta \right)\\&=\sum _{n=-\infty }^{\infty }\left({\frac {1}{2\pi i}}\oint _{\gamma }{\frac {f(\zeta )}{(\zeta -z_{0})^{n+1}}}d\zeta \right)(z-z_{0})^{n}\\&\equiv \sum _{n=-\infty }^{\infty }c_{n}(z-z_{0})^{n}.\end{aligned}}}

## Serie di Laurent convergente
La serie di Laurent a coefficienti complessi è uno strumento importante in analisi complessa, in particolare per comprendere il comportamento di funzioni nei pressi delle loro singolarità.

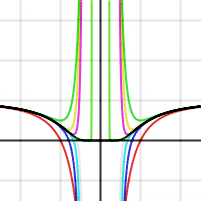
e^{-1/x²} e le sue approssimazioni secondo Laurent: vedi legenda nel testo. L'approssimazione diviene sempre più accurata aumentando il grado negativo della serie di Laurent.

Si consideri ad esempio la funzione f(x) = e−1/x² e sia f(0) = 0. Come funzione reale, questa è differenziabile ovunque infinite volte; come funzione complessa essa non è differenziabile in x = 0. Sostituendo x con −1/x2 nella serie di potenze della funzione esponenziale, si ottiene la sua serie di Laurent che converge ed è uguale a f(x) per tutti i numeri complessi x eccetto la singolarità x=0. Il grafico mostra e−1/x² in nero e le sue approssimazioni secondo Laurent
{\displaystyle \sum _{j=0}^{n}(-1)^{j}\,{\frac {x^{-2j}}{j!}},}
per n = 1, 2, 3, 4, 5, 6, 7 e 50. Se n → ∞, l'approssimazione diviene esatta per tutti i numeri (complessi) x eccetto la singolarità x = 0.
In generale, la serie di Laurent può essere usata per esprimere funzioni olomorfe definite in una corona circolare, così come la serie di potenze è usata per esprimere funzioni olomorfe definite all'interno di un cerchio.
Si supponga che
{\displaystyle \sum _{n=-\infty }^{+\infty }a_{n}(z-c)^{n},}
sia una data serie di Laurent a coefficienti complessi an e che c sia il centro complesso. Allora esiste un unico raggio interno r e un unico raggio esterno R tale che:
- La serie di Laurent converge nella corona aperta A := {z : r < |z − c| < R}. Per convergenza della serie di Laurent, si intende che sia la serie di potenze di grado positivo sia la serie di potenze a grado negativo convergano. Inoltre, questa convergenza è uniforme su uno spazio compatto. Infine, la serie convergente definisce una funzione olomorfa f(z) sulla corona aperta.
- Fuori dalla corona, la serie di Laurent diverge. Questo equivale a dire che, in ogni punto esterno ad A, la serie di grado positivo o quella a grado negativo divergono.
- Sui punti di frontiera della corona, non è possibile fare considerazioni di carattere generale.

È possibile che r sia zero o R sia infinito; d'altra parte non è necessariamente vero che r sia minore di R.
Questi raggi possono essere calcolati come segue:
{\displaystyle r=\limsup _{n\to +\infty }|a_{-n}|^{1/n},}
{\displaystyle {\frac {1}{R}}=\limsup _{n\to +\infty }|a_{n}|^{1/n},}
Si considera R infinito se l'ultimo limite superiore è zero.
Per contro, se si parte da una corona del tipo A = {z : r < |z − c| < R} e da una funzione olomorfa f(z) definita su A, allora esiste sempre un'unica serie di Laurent centrata in c che converge (almeno) su A e rappresenta la funzione f(z).

### Esempio
A titolo di esempio, sia
{\displaystyle f(z)={1 \over (z-1)(z-2i)}={1 \over (1-2i)(z-1)}+{1 \over (2i-1)(z-2i)}.}
Questa funzione ha singolarità in {\displaystyle z=z_{1}=1} e {\displaystyle z=z_{2}=2i} , punti nei quali il denominatore dell'espressione si annulla e la funzione non è definita. 
Si potrà di conseguenza approssimare la funzione come serie di Taylor, centrata nei punti di singolarità, affermando preventivamente che:
- Il dominio di convergenza di ciascuna serie risulta il più grande cerchio non contenente altri punti di singolarità all'infuori del proprio centro.
- Entrambi i punti di singolarità sono poli del primo ordine (poli semplici): scrivendo la serie di Laurent si dovrà quindi riscontrare una parte  singolare composta unicamente dal termine di grado {\displaystyle k=-1} con coefficiente residuale {\displaystyle c_{-1}.}

Infine, calcolando la serie in un intorno del punto all'infinito, bisognerà riscontrarne l'olomorfia: è infatti  zero il limite calcolato in un intorno di tale punto.
- Sviluppo di Taylor centrato nel punto {\displaystyle z_{1}=1}:

{\displaystyle f(z)={1 \over (1-2i)(z-1)}+{\frac {1}{(1-2i)^{2}}}\sum _{k=0}^{\infty }{\frac {(-1)^{k+1}}{(1-2i)^{k}}}(z-1)^{k}={\frac {1}{(1-2i)^{2}}}\sum _{k=-1}^{\infty }{\frac {(-1)^{k+1}}{(1-2i)^{k}}}(z-1)^{k}.}
- Sviluppo di Taylor centrato nel punto {\displaystyle z_{2}=2i}:

{\displaystyle f(z)={1 \over (2i-1)(z-2i)}+{\frac {1}{(1-2i)^{2}}}\sum _{k=0}^{\infty }{\frac {(-1)^{k+1}}{(2i-1)^{k}}}(z-2i)^{k}={\frac {1}{(1-2i)^{2}}}\sum _{k=-1}^{\infty }{\frac {(-1)^{k+1}}{(2i-1)^{k}}}(z-2i)^{k}.}
Le due espressioni mettono in risalto la parte singolare che conferma la natura di {\displaystyle z_{1}} e {\displaystyle z_{2}} di poli semplici. 
Calcolando ora i raggi di convergenza delle due serie secondo la definizione:
{\displaystyle \ell :=\lim _{k\to +\infty }{\sqrt[{k}]{|a_{k}|}}=\lim _{k\to +\infty }{\sqrt[{k}]{\frac {|(-1)^{k+1}|}{|(2i-1)^{k}|}}}={\frac {1}{|2i-1|}}={\frac {1}{|1-2i|}}\to r={\frac {1}{\ell }}=|2i-1|,}
cioè la distanza tra le due singolarità:
{\displaystyle d(z_{1},z_{2})=|z_{1}-z_{2}|=|z_{2}-z_{1}|\to r=d(z_{1},z_{2}).}
Abbiamo quindi verificato che: "Il dominio di convergenza di ciascuna serie risulta il più grande cerchio non contenente altri punti di singolarità all'infuori del proprio centro".
- Sviluppo di Taylor in un intorno del punto all'infinito:

{\displaystyle f(z)={\frac {1+2i}{5}}\sum _{k=1}^{\infty }{\frac {1-(2i)^{k-1}}{z^{k}}}.}
Si nota che l'espressione di {\displaystyle f(z)} risulta ora formata solamente da potenze negative {\displaystyle z^{-k}} : ciò conferma il fatto che in un intorno del punto all'infinito la funzione sia olomorfa.
Trovare la serie di Laurent in potenze di {\displaystyle z-i} di
{\displaystyle {\frac {1}{z^{2}+1}}.}
Siccome
{\displaystyle {\frac {1}{z^{2}+1}}={\frac {1}{(z-i)(z+i)}}.}
si può riscrivere la frazione:
{\displaystyle {\frac {1}{z+i}}={\frac {1}{2i+(z-i)}}=-{\frac {i}{2}}{\frac {1}{1-{\frac {i}{2}}(z-i)}}.}
La frazione risultante può essere sviluppata in serie geometrica per {\displaystyle z} vicino a {\displaystyle i}:
{\displaystyle {\frac {1}{1-{\frac {i}{2}}(z-i)}}=1+{\frac {i}{2}}(z-i)+\left({\frac {i}{2}}(z-i)\right)^{2}+\left({\frac {i}{2}}(z-i)\right)^{3}+\cdots }
Sostituendo questo sviluppo nell'espressione di {\displaystyle 1/(z+i)} e dividendo per {\displaystyle z-i} entrambi i membri, si ottiene infine
{\displaystyle {\frac {1}{z^{2}+1}}=-\left({\frac {i}{2}}\right){\frac {1}{z-i}}-\left({\frac {i}{2}}\right)^{2}-\left({\frac {i}{2}}\right)^{3}(z-i)-\left({\frac {i}{2}}\right)^{4}(z-i)^{2}-\cdots }

### Serie di Laurent e residui
Il caso {\displaystyle r=0}, cioè una funzione olomorfa {\displaystyle f(z)} che non è definita in un singolo punto {\displaystyle c}, è particolarmente importante.
Il coefficiente {\displaystyle a_{-1}} dello sviluppo secondo Laurent di tale funzione è chiamato residuo di {\displaystyle f(z)} nella singolarità {\displaystyle c}; questo riveste grande importanza nel teorema dei residui.

### Esempio
Come esempio, si consideri
{\displaystyle f(z)={e^{z} \over z}+e^{1/z}.}
Questa funzione è olomorfa ovunque tranne in {\displaystyle z=0}. Per determinare lo sviluppo secondo Laurent in {\displaystyle c=0}, si usi la nota serie di Taylor della funzione esponenziale:
{\displaystyle f(z)=\cdots +\left({1 \over 3!}\right)z^{-3}+\left({1 \over 2!}\right)z^{-2}+2z^{-1}+2+\left({1 \over 2!}\right)z+\left({1 \over 3!}\right)z^{2}+\left({1 \over 4!}\right)z^{3}+\cdots }
si osserva che il residuo è {\displaystyle 2}.

## Considerazioni
La serie di Laurent ha importanti proprietà nell'analisi complessa. Consideriamo la serie di Laurent di una funzione {\displaystyle f(z)} nel dominio anulare {\displaystyle R_{1}<|z-z_{0}|<R_{2}}, dove {\displaystyle R_{1},R_{2}} sono i due raggi del dominio anulare di convergenza di centro {\displaystyle z_{0}}:
{\displaystyle f(z)=\sum _{n=-\infty }^{+\infty }a_{n}(z-z_{0})^{n},}
con
{\displaystyle a_{n}={\frac {1}{2\pi i}}\oint _{C}{\frac {f(\xi )}{(\xi -z_{0})^{n+1}}}d\xi ,}
dove ancora {\displaystyle C} è una curva regolare che appartiene al dominio anulare e che circonda {\displaystyle z_{0}}.
Ricordiamo che i coefficienti {\displaystyle a_{n}} non sono in generale la rappresentazione di Cauchy delle derivate {\displaystyle n}-esime della funzione come nel caso di Taylor, a meno che {\displaystyle z_{0}} non sia un punto regolare allora la serie di Laurent coinciderebbe con la serie di Taylor.

### Serie di Laurent e singolarità
- Nel caso in cui tutti i coefficienti negativi della serie di Laurent siano nulli, la serie di Laurent coinciderebbe con la serie di Taylor, cioè {\displaystyle z_{0}} sarebbe sicuramente un punto regolare e il dominio anulare diverrebbe un cerchio di convergenza. Questo vale anche inversamente: se {\displaystyle z_{0}} non fosse un punto singolare per la funzione allora la funzione integranda dei coefficienti sarebbe analitica entro {\displaystyle C} e l'integrale di {\displaystyle a_{n}} sarebbe nullo, annullando così tutti i coefficienti di ordine negativo.
- La serie di Laurent si potrebbe fermare nella parte negativa per un certo {\displaystyle n=-k}, allora il punto {\displaystyle z_{0}} è un polo di ordine k per la funzione, infatti la serie partirebbe dal lato negativo:

{\displaystyle f(z)={\frac {a_{-k}}{(z-z_{0})^{k}}}+{\frac {a_{-k+1}}{(z-z_{0})^{k-1}}}+\dots +{\frac {a_{-1}}{z-z_{o}}}+\sum _{h=0}^{+\infty }a_{h}(z-z_{0})^{h},}
e quindi
{\displaystyle \lim _{z\to z_{0}}f(z)(z-z_{0})^{k}=a_{-k},}
che è la definizione di polo di ordine {\displaystyle k}.
- Se la serie di Laurent non si ferma dalla parte negativa allora il punto {\displaystyle z_{0}} sarebbe una singolarità essenziale non essendo né un punto di diramazione (nell'ipotesi in cui {\displaystyle f(z)} sia monodroma), né un polo e né una singolarità eliminabile.